# Lagaam
Lagaam (en népalais : लगाम) est un comité de développement villageois du Népal situé dans le district de Surkhet. Au recensement de 2011, il comptait 4 071 habitants.